# Michael Adamthwaite
Michael David Adamthwaite (* 1. September 1981 in North York, Ontario) ist ein kanadischer Synchronsprecher und Schauspieler.

## Leben
Adamthwaite ist den 1990er Jahren als Synchronsprecher und Schauspieler tätig. Er synchronisierte zahlreiche Rollen in japanischen Anime-Serien. Seit den 2000er Jahren ist er auch in Fernsehserien und Filmproduktionen zu sehen. So trat er unter anderem in Filmen wie Watchmen – Die Wächter, New Moon – Biss zur Mittagsstunde, Sucker Punch, Red Riding Hood – Unter dem Wolfsmond, Horns oder Wenn ich bleibe auf.
Er ist seit dem Jahr 2006 verheiratet und Vater zweier Kinder. Er lebt in Vancouver.

## Filmografie (Auswahl)
- 1995: Der kleine Lord (Little Lord Fauntleroy, Miniserie)
- 1996: Hana yori dango (Fernsehserie, 20 Episoden, Stimme)
- 1999: Merutiransâ (Stimme)
- 2001: Seven Days – Das Tor zur Zeit (Seven Days, Fernsehserie, 1 Episode)
- 2001: American High – Hier steigt die Party! (The Sausage Factory, Fernsehserie, 1 Episode)
- 2002: Cold Squad (Fernsehserie, 1 Episode)
- 2002: Just Cause (Fernsehserie, 1 Episode)
- 2002–2003: Gundam Seed (Kidô senshi Gundam Seed, Fernsehserie, 48 Episoden, Stimme)
- 2002–2003: X-Men Evolution – Die Mutanten (X-Men: Evolution, Fernsehserie, 7 Episoden, Stimme)
- 2002–2003: Jeremiah – Krieger des Donners (Jeremiah, Fernsehserie, 2 Episoden)
- 2002–2004: Stargate – Kommando SG-1 (Stargate SG-1, Fernsehserie, 5 Episoden)
- 2003: Sniper – Der Heckenschütze von Washington (D.C. Sniper: 23 Days of Fear, Fernsehfilm)
- 2003: Word of Honor (Fernsehfilm)
- 2004: Walking Tall – Auf eigene Faust (Walking Tall)
- 2004: Kingdom Hospital (Fernsehserie, 2 Episoden)
- 2004: 10.5 – Die Erde bebt (10.5, Fernsehfilm)
- 2004: The Wild Guys
- 2004–2005: Kidō Senshi Gundam Seed Destiny (Fernsehserie, 19 Episoden, Stimme)
- 2005: Dragons II: The Metal Ages (Fernsehfilm)
- 2005: Chaos
- 2005–2006: Transformers: Cybertron (Fernsehserie, 8 Episoden, Stimme)
- 2006: Flight 93 – Todesflug am 11. September (Flight 93, Fernsehfilm)
- 2006: Antarctica – Gefangen im Eis (Eight Below)
- 2006: 22 Hands
- 2006: Lesser Evil (Fernsehfilm)
- 2006: Like Mike 2: Streetball
- 2006: A Girl Like Me: The Gwen Araujo Story (Fernsehfilm)
- 2006: Die Geheimnisse von Whistler (Whistler, Fernsehserie, 3 Episoden)
- 2006: Amber’s Story (Fernsehfilm)
- 2006: Lieben und lassen (Catch and Release)
- 2006: Black Christmas
- 2006: Black Lagoon (Fernsehserie, 7 Episoden, Stimme)
- 2006–2007: Death Note (Fernsehserie, 9 Episoden, Stimme)
- 2007: Dragon Boys (Fernsehfilm)
- 2007: 88 Minuten (88 Minutes)
- 2007: The Sandlot 3
- 2007: Walk All Over Me – Liebe, Latex, Lösegeld (Walk All Over Me)
- 2007: Sword of the Stranger (Sutorenjia: Mukô hadan, Stimme)
- 2008: L: Change the World
- 2008: Next Avengers: Heroes of Tomorrow (Stimme)
- 2008: Die Feuerspringer – Sie kennen keine Angst (Trial by Fire, Fernsehfilm)
- 2008–2009: Piets irre Pleiten (Zeke’s Pad, Fernsehserie, 19 Episoden, Stimme)
- 2009: Kick Me Down
- 2009: Hulk vs. Thor (Hulk Vs., Stimme)
- 2009: Watchmen – Die Wächter (Watchmen)
- 2009: Hardwired
- 2009: New Moon – Biss zur Mittagsstunde (The Twilight Saga: New Moon)
- 2010: Smokin’ Aces 2: Assassins’ Ball
- 2010: Riverworld (Fernsehfilm)
- 2010: Concrete Canyons (Fernsehfilm)
- 2010: Repeaters – Tödliche Zeitschleife (Repeaters)
- 2011: Behemoth – Monster aus der Tiefe (Behemoth, Fernsehfilm)
- 2011: Sucker Punch
- 2011: Red Riding Hood – Unter dem Wolfsmond (Red Riding Hood)
- 2011: Final Destination 5
- 2011: To the Mat (Fernsehfilm)
- 2011: Schwerter des Königs – Zwei Welten (In the Name of the King 2: Two Worlds)
- 2011–2012: Iron Man: Armored Adventures (Fernsehserie, 12 Episoden, Stimme)
- 2011–2022: Ninjago (Fernsehserie, 210 Episoden, Stimme)
- 2012: Big Time Movie (Fernsehfilm)
- 2012: Maximum Conviction
- 2012: The Wishing Tree (Fernsehfilm)
- 2012, 2018: Supernatural (Fernsehserie, 2 Episoden)
- 2013: Twist of Faith (Fernsehfilm)
- 2013: The Marine 3: Homefront
- 2013: Horns
- 2013: The Mystery Cruise (Fernsehfilm)
- 2013: Hats Off to Christmas! (Fernsehfilm)
- 2013: Motive (Fernsehserie, 1 Episode)
- 2013–2020: Superbook (Fernsehserie, 12 Episoden, Stimme)
- 2014: The Virginian
- 2014: Hectors Reise oder die Suche nach dem Glück (Hector and the Search for Happiness)
- 2014: Wenn ich bleibe (If I Stay)
- 2014: Strange Empire (Fernsehserie, 5 Episoden)
- 2014: The 100 (Fernsehserie, 1 Episode)
- 2014: Skin Trade
- 2014–2016: Nerds and Monsters (Fernsehserie, 40 Episoden, Stimme)
- 2015: Barbie in Princess Power (Fernsehfilm, Stimme)
- 2015: The Hollow (Fernsehfilm)
- 2015: Der Sturm – Life on the Line (Life on the Line)
- 2015–2016: Gintama (Fernsehserie, 35 Episoden, Stimme)
- 2015–2017: Nexo Knights (Fernsehserie, 19 Episoden, Stimme)
- 2015–2019: Supernoobs – Superkräfte aus Versehen (Supernoobs, Fernsehserie, 94 Episoden, Stimme)
- 2016: Second Chance (Fernsehserie, 1 Episode)
- 2016: Kindergarten Cop 2
- 2016: Warcraft: The Beginning (Warcraft)
- 2016: Das 9. Leben des Louis Drax (The 9th Life of Louis Drax)
- 2016: Ninjago: Masters of Spinjitzu – Day of the Departed (Fernsehfilm)
- 2016: Dirk Gentlys holistische Detektei (Dirk Gently’s Holistic Detective Agency, Fernsehserie, 7 Episoden)
- 2016: BFG – Big Friendly Giant (The BFG)
- 2017: Timeless (Fernsehserie, 1 Episode)
- 2017: Planet der Affen: Survival (War for the Planet of the Apes)
- 2017: The Exorcist (Fernsehserie, 2 Episoden)
- 2017: Ninjago: Decoded (Fernsehserie, 10 Episoden, Stimme)
- 2017: Van Helsing (Fernsehserie, 1 Episode)
- 2018: Altered Carbon – Das Unsterblichkeitsprogramm (Altered Carbon, Fernsehserie, 2 Episoden)
- 2018: The Bletchley Circle: San Francisco (Fernsehserie, 2 Episoden)
- 2018: Zoids Wild (Fernsehserie, 14 Episoden)
- 2018–2019: Mega Man: Fully Charged (Fernsehserie, 24 Episoden, Stimme)
- 2019: Hard Powder (Cold Pursuit)
- 2019: Layne am Limit (Fast Layne, Fernsehserie, 7 Episoden)
- 2019: Supergirl (Fernsehserie, 2 Episoden)
- 2019: Are You Afraid of the Dark? (Fernsehserie, 3 Episoden)
- 2019–2021: A Million Little Things (Fernsehserie, 6 Episoden)
- 2020: Ninjago: Prime Empire Original Shorts (Miniserie, 4 Episoden, Stimme)
- 2020: Timmy Flop: Versagen auf ganzer Linie (Timmy Failure: Mistakes Were Made)
- 2020: Nancy Drew (Fernsehserie, 1 Episode)
- 2020: Twilight Zone (The Twilight Zone, Fernsehserie, 1 Episode)
- 2020: Tobot Galaxy Detectives (Fernsehserie, 29 Episoden, Stimme)
- 2021: The Crossword Mysteries (Fernsehserie, 1 Episode)
- 2021: Resident Alien (Fernsehserie, 1 Episode)
- 2021: Shadow and Bone – Legenden der Grisha (Shadow and Bone, Fernsehserie, 1 Episode)
- 2021: Rock Dog 2 (Stimme)
- 2021: Brand New Cherry Flavor (Miniserie, 1 Episode)
- 2021: Scott & Huutsch (Turner & Hooch, Fernsehserie, 1 Episode)
- 2021: The Now (Miniserie, 1 Episode)
- 2022: Ninjago: The Virtues of Spinjitzu (Miniserie, 6 Episoden, Stimme)
- 2022: Billy the Kid (Fernsehserie, 1 Episode)
- seit 2023: Ninjago: Aufstieg der Drachen (Fernsehserie, Stimme)